# Spółdzielczy Dom Handlowy „Skarbek”
Spółdzielczy Dom Handlowy „Skarbek” (SDH „Skarbek”) – dom handlowy w Śródmieściu Katowic, zlokalizowany przy Rynku, na zbiegu ul. 3 Maja i ul. Adama Mickiewicza.

## Historia
Obiekt wzniesiono w latach 1972–1974 według projektu architekta Juranda Jareckiego, w zachodniej części Rynku. Stanął na miejscu dawnej kamienicy ze sklepem kolonialnym Borinskiego. Do 1864 roku istniała tu karczma.
Elewacja została pokryta tłoczoną blachą aluminiową, którą sprowadzono z Francji. Budynek oddano do użytku w 1975, jego właścicielem od początku istnienia jest PSS Społem Katowice. Pierwotnie jego kubatura wynosiła ponad 62 000 m³. 
W latach 2005–2007 gmach przebudowano – odnowiono elewację i zamontowano dwie zewnętrzne windy z podświetlaną iluminacją. W podcieniach zlokalizowano sklep „Delikatesy Skarbek”. W 2018 roku rozpoczęto demontaż aluminiowych elementów pokrywających elewację budynku Remont zakończono w 2019 r.

## Galeria

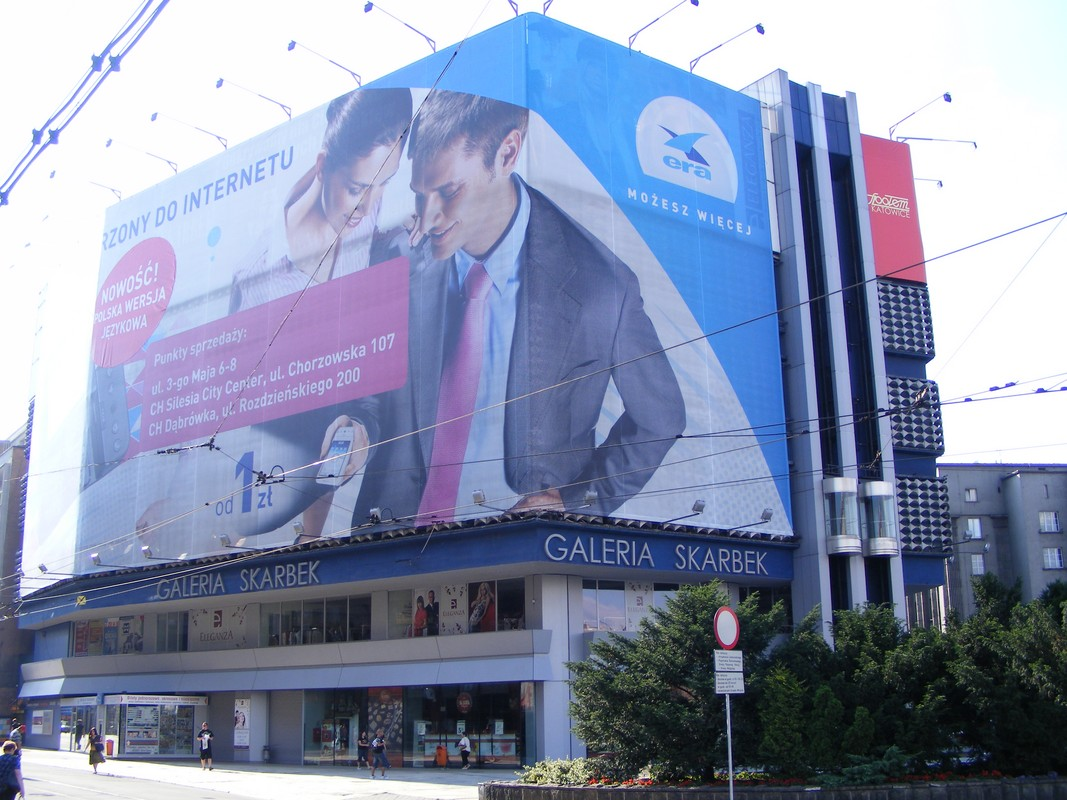
Elewacja Skarbka zakryta reklamą wielkoformatową Ery (2009)
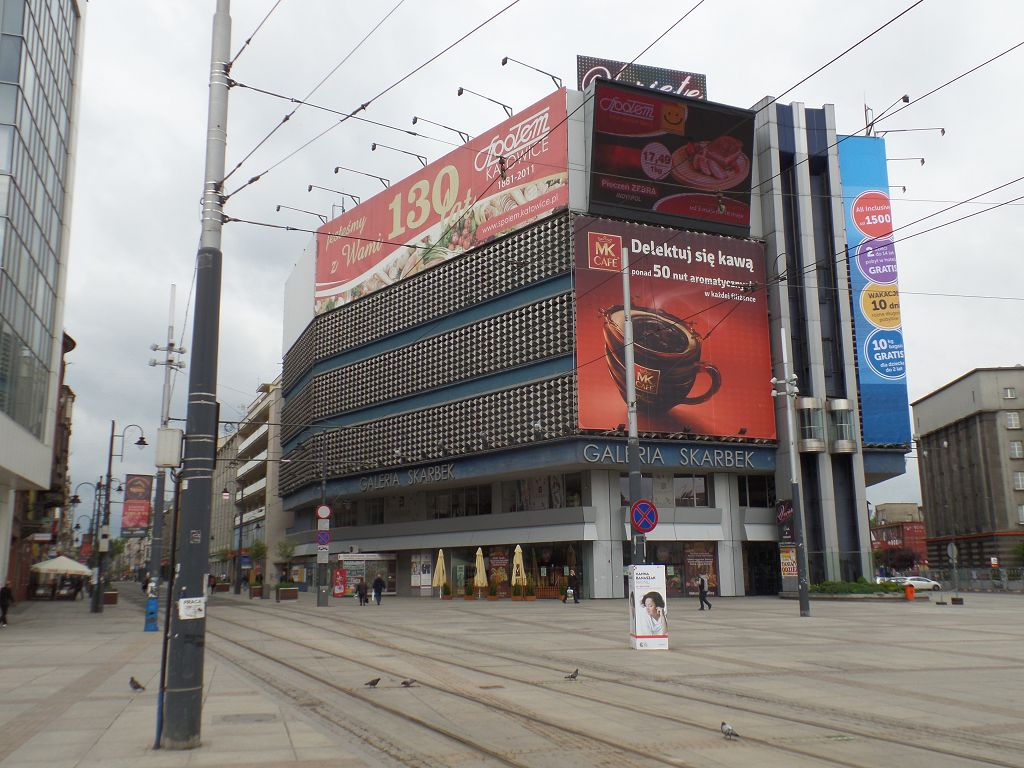
Skarbek z reklamą Społem Katowice (2015)
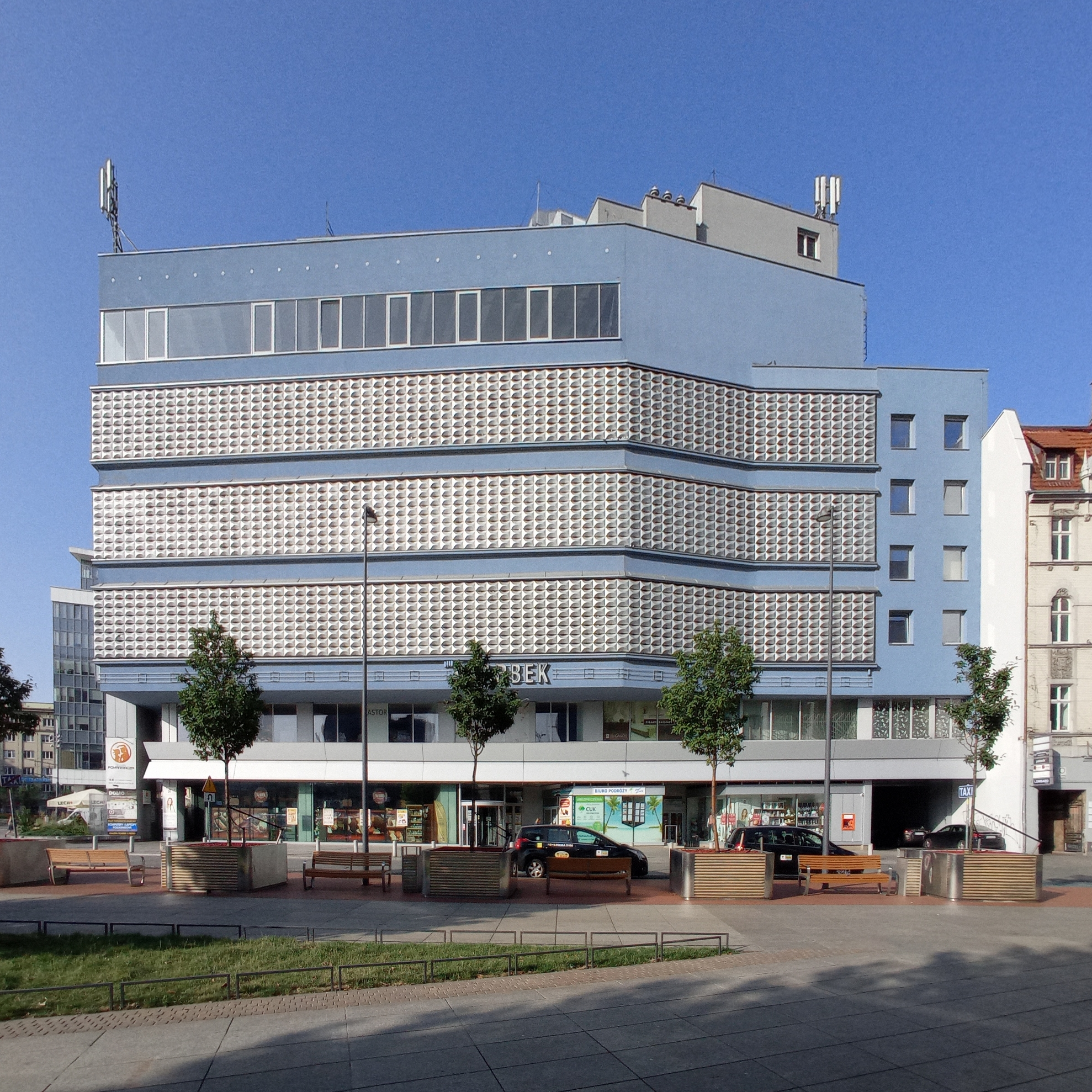
Elewacja północno-wschodnia (2021)
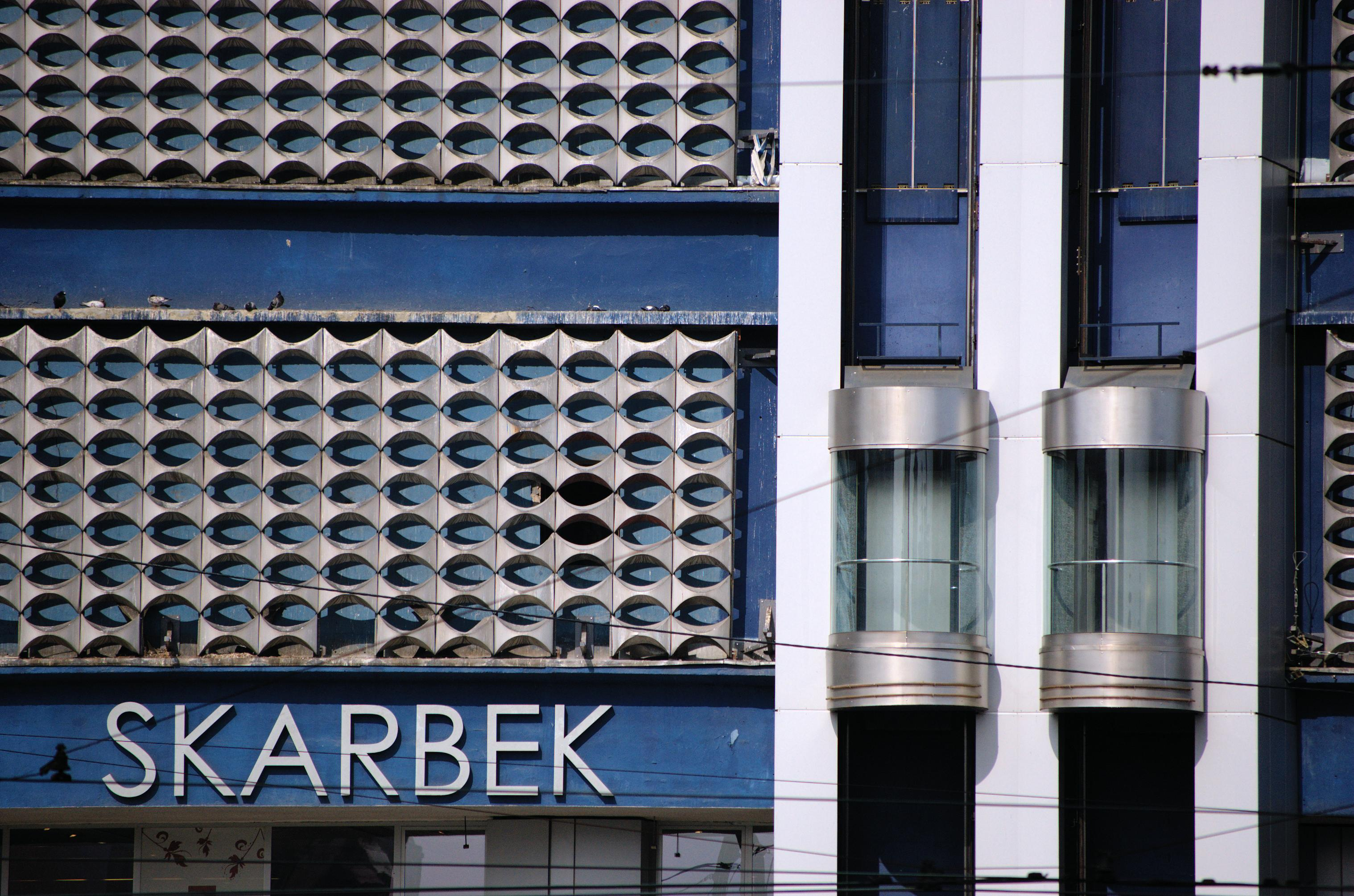
Winda i metalowe elementy na elewacji (2011)